# Élections municipales de 1989 à Paris
Les élections municipales de 1989 à Paris ont vu la réélection de Jacques Chirac, qui a réussi pour la 2e fois le « grand chelem » où ses listes gagnent les 20 arrondissements. Elles se sont déroulées les 12 et 19 mars 1989.

## Histoire
C'est à l'occasion de ces élections, que les Parisiens élisent, pour la première fois, un conseiller Vert : Jean-Louis Vidal, ancien directeur de campagne d'Antoine Waechter lors de l'élection présidentielle de 1988. La liste menée par Jean-Louis Vidal, dans le XIVe arrondissement obtient 17,05 % des suffrages lors du second tour (triangulaire RPR-PS-Les Verts). En application du tourniquet, Jean-Louis Vidal laissera sa place à Jean-François Ségard en juin 1992. Les thèmes portés par les Verts étaient : mise en place d'un Réseau Vert, réintroduction du tramway dans Paris, développement du réseau des transports en commun, économies d'énergie dans les bâtiments municipaux, développement du recyclage des déchets...
La réunion du Conseil de Paris ayant élu Jacques Chirac comme maire de Paris s'est déroulée le 24 mars 1989. Les conseils d'arrondissement ayant élu les maires des vingt arrondissements se sont tenus le 1er avril 1989.

## Résultats

### Maires élus
| Arrondissement | Maire sortant           | Parti | Parti     | Maire élu ou réélu          | Parti | Parti     |
| -------------- | ----------------------- | ----- | --------- | --------------------------- | ----- | --------- |
| Paris          | Jacques Chirac          |       | RPR       | Jacques Chirac              |       | RPR       |
|                |                         |       |           |                             |       |           |
| 1er            | Michel Caldaguès        |       | RPR       | Michel Caldaguès            |       | RPR       |
| 2e             | Alain Dumait            |       | UDF (PR)  | Benoîte Taffin              |       | UDF (PR)  |
| 3e             | Jacques Dominati        |       | UDF (PR)  | Jacques Dominati            |       | UDF (PR)  |
| 4e             | Pierre-Charles Krieg    |       | RPR       | Pierre-Charles Krieg        |       | RPR       |
| 5e             | Jean Tiberi             |       | RPR       | Jean Tiberi                 |       | RPR       |
| 6e             | Pierre Bas              |       | RPR       | François Collet             |       | RPR       |
| 7e             | Édouard Frédéric-Dupont |       | CNIP      | Édouard Frédéric-Dupont     |       | CNIP      |
| 8e             | François Lebel          |       | RPR       | François Lebel              |       | RPR       |
| 9e             | Gabriel Kaspereit       |       | RPR       | Gabriel Kaspereit           |       | RPR       |
| 10e            | Claude-Gérard Marcus    |       | RPR       | Claude Challal              |       | RPR       |
| 11e            | Alain Devaquet          |       | RPR       | Alain Devaquet              |       | RPR       |
| 12e            | Paul Pernin             |       | UDF (CDS) | Paul Pernin                 |       | UDF (CDS) |
| 13e            | Jacques Toubon          |       | RPR       | Jacques Toubon              |       | RPR       |
| 14e            | Lionel Assouad          |       | RPR       | Lionel Assouad              |       | RPR       |
| 15e            | René Galy-Dejean        |       | RPR       | René Galy-Dejean            |       | RPR       |
| 16e            | Georges Mesmin          |       | UDF (CDS) | Pierre-Christian Taittinger |       | UDF (CDS) |
| 17e            | Pierre Rémond           |       | RPR       | Pierre Rémond               |       | RPR       |
| 18e            | Roger Chinaud           |       | UDF (PR)  | Roger Chinaud               |       | UDF (PR)  |
| 19e            | Jacques Féron           |       | CNIP      | Jacques Féron               |       | CNIP      |
| 20e            | Didier Bariani          |       | UDF (Rad) | Didier Bariani              |       | UDF (Rad) |

### Conseil de Paris

- PCF: 2 sièges
- Les Verts: 1 siège
- PS: 18 sièges
- UDF: 51 sièges
- Divers droite: 9 sièges
- CNI: 7 sièges
- RPR: 74 sièges

### Résultats globaux
|                          |                          |                          | Premier tour 12 mars 1989 | Premier tour 12 mars 1989 | Second tour 19 mars 1989 | Second tour 19 mars 1989 |
| ------------------------ | ------------------------ | ------------------------ | ------------------------- | ------------------------- | ------------------------ | ------------------------ |
| Inscrits                 | Inscrits                 | Inscrits                 | 1 231 611                 |                           | 582 260                  |                          |
| Abstentions              | Abstentions              | Abstentions              | 534 871                   | 43,43 %                   | 245 270                  | 42,12 %                  |
| Votants                  | Votants                  | Votants                  | 696 740                   | 56,57 %                   | 336 990                  | 57,88 %                  |
|                          |                          |                          |                           |                           |                          |                          |
| Bulletins enregistrés    | Bulletins enregistrés    | Bulletins enregistrés    | 696 740                   |                           | 336 990                  |                          |
| Bulletins blancs ou nuls | Bulletins blancs ou nuls | Bulletins blancs ou nuls | 7 864                     | 1,13 %                    | 6 633                    | 1,97 %                   |
| Suffrages exprimés       | Suffrages exprimés       | Suffrages exprimés       | 688 876                   | 98,87 %                   | 330 357                  | 98,03 %                  |
|                          |                          |                          |                           |                           |                          |                          |
|                          | Candidat                 | Parti                    | Suffrages                 | Pourcentage               | Suffrages                | Pourcentage              |
|                          | Jacques Chirac           | Union de la droite       | 369 231                   | 53,6 %                    | 169 625                  | 51,35 %                  |
|                          | Pierre Joxe              | PS                       | 155 880                   | 22,63 %                   | 134 323                  | 40,66 %                  |
|                          | Jean-Marie Le Pen        | FN                       | 58 597                    | 8,51 %                    | 18 807                   | 5,69 %                   |
|                          |                          | Les Verts                | 56 773                    | 8,24 %                    | 7 602                    | 2,3 %                    |
|                          | Henri Malberg            | PCF                      | 34 946                    | 5,07 %                    |                          |                          |
|                          |                          | Divers droite            | 6 324                     | 0,92 %                    |                          |                          |
|                          |                          | Divers gauche            | 1 165                     | 0,17 %                    |                          |                          |
|                          |                          | LCR                      | 890                       | 0,13 %                    |                          |                          |
|                          |                          | Extrême-droite           | 635                       | 0,09 %                    |                          |                          |
|                          |                          | Écologistes              | 260                       | 0,04 %                    |                          |                          |
|                          | Autres candidats         | -                        | 4 175                     | 0,61 %                    |                          |                          |

### Résultats par arrondissement

#### 1erarrondissement
- Maire sortant : Michel Caldaguès (RPR), réélu.

| Tête de liste  | Tête de liste                  | Liste          | Premier tour | Premier tour | Élus |
| Tête de liste  | Tête de liste                  | Liste          | Voix         | %            | CP   |
| -------------- | ------------------------------ | -------------- | ------------ | ------------ | ---- |
|                | Michel Caldaguès sortant réélu | RPR (UDF)      | 3 571        | 57,71        | 3    |
|                | M. Leclerc                     | PS (MRG)       | 1 337        | 21,61        |      |
|                | Gisèle Chaleyat                | Les Verts      | 577          | 9,32         |      |
|                | Jacqueline Guérard             | FN             | 465          | 7,51         |      |
|                | M. Boyer                       | PCF            | 238          | 3,85         |      |
|                |                                |                |              |              |      |
| Exprimés       | Exprimés                       | Exprimés       | 6 188        | 99,17        |      |
| Blancs et nuls | Blancs et nuls                 | Blancs et nuls | 52           | 0,83         |      |
| Votants        | Votants                        | Votants        | 6 240        | 52,92        |      |
| Abstention     | Abstention                     | Abstention     | 5 551        | 47,08        |      |
| Inscrits       | Inscrits                       | Inscrits       | 11 791       | 100,00       |      |

#### 2earrondissement
- Maire sortant : Alain Dumait (UDF).

|                   | Alain Dumait sortant réélu | UDF (PR) (RPR) | 3 126  | 51,13  | 3 |  |  |
|                   | M. Shapira                 | PS (MRG)       | 1 555  | 25,43  |   |  |  |
|                   | M. Erlich                  | Les Verts      | 623    | 10,19  |   |  |  |
|                   | M. Fourrey                 | FN             | 511    | 8,36   |   |  |  |
|                   | Simone Goenvic             | PCF            | 299    | 4,89   |   |  |  |
|                   |                            |                |        |        |   |  |  |
| Inscrits          | Inscrits                   | Inscrits       | 11 853 | 100,00 | 3 |  |  |
| Abstentions       | Abstentions                | Abstentions    | 5 664  | 47,79  |   |  |  |
| Votants           | Votants                    | Votants        | 6 189  | 52,21  |   |  |  |
| Blancs et nuls    | Blancs et nuls             | Blancs et nuls | 75     | 1,21   |   |  |  |
| Exprimés          | Exprimés                   | Exprimés       | 6 114  | 98,79  |   |  |  |
| Source : Le Monde |                            |                |        |        |   |  |  |

#### 3earrondissement
|                    | Jacques Dominati sortant réélu | UDF (PR) (RPR)    | 5 703  | 50,18  | 2 |  |  |
|                    | Pierre Aidenbaum               | PS                | 2 914  | 25,64  | 1 |  |  |
|                    | M. Lantier                     | Les Verts         | 1 086  | 9,56   |   |  |  |
|                    | M. Devedjian                   | FN                | 672    | 5,91   |   |  |  |
|                    | M. Birou                       | PCF               | 630    | 5,54   |   |  |  |
|                    | M. Gers                        | Divers écologiste | 260    | 2,29   |   |  |  |
|                    | M. Friesz                      | Divers droite     | 100    | 0,88   |   |  |  |
|                    |                                |                   |        |        |   |  |  |
| Inscrits           | Inscrits                       | Inscrits          | 21 488 | 100,00 | 3 |  |  |
| Abstentions        | Abstentions                    | Abstentions       | 9 965  | 46,37  |   |  |  |
| Votants            | Votants                        | Votants           | 11 523 | 53,63  |   |  |  |
| Blancs et nuls     | Blancs et nuls                 | Blancs et nuls    | 158    | 1,37   |   |  |  |
| Exprimés           | Exprimés                       | Exprimés          | 11 365 | 98,63  |   |  |  |
| Source : Le Monde, |                                |                   |        |        |   |  |  |

#### 10earrondissement
À noter que c'est le seul arrondissement dans lequel le score du FN progresse entre les deux tours.
| Tête de liste  | Tête de liste                      | Liste          | Premier tour | Premier tour | Second tour | Second tour | Sièges |
| Tête de liste  | Tête de liste                      | Liste          | Voix         | %            | Voix        | %           | CP     |
| -------------- | ---------------------------------- | -------------- | ------------ | ------------ | ----------- | ----------- | ------ |
|                | Claude-Gérard Marcus sortant réélu | RPR            | 12 187       | 48,90        | 12 956      | 53,79       | 5      |
|                | Tony Dreyfus                       | PS             | 5 715        | 22,93        | 8 508       | 35,32       | 1      |
|                | Varanne                            | FN             | 2 510        | 10,07        | 2 619       | 10,87       | -      |
|                | Ferreira                           | Les Verts      | 2 299        | 9,22         |             |             |        |
|                | Lhostis                            | PCF            | 1 575        | 6,31         |             |             |        |
|                | Pauty                              | Extrême droite | 635          | 2,54         |             |             |        |
|                |                                    |                |              |              |             |             |        |
| Inscrits       | Inscrits                           | Inscrits       | 47 258       | 100,00       | 47 257      | 100,00      |        |
| Abstention     | Abstention                         | Abstention     | 22 038       | 46,63        | 22 749      | 48,13       |        |
| Votants        | Votants                            | Votants        | 25 220       | 53,37        | 24 508      | 51,87       |        |
| Blancs et nuls | Blancs et nuls                     | Blancs et nuls | 299          | 1,19         | 425         | 1,73        |        |
| Exprimés       | Exprimés                           | Exprimés       | 24 921       | 98,81        | 24 083      | 98,27       |        |

#### 12earrondissement
|                    | Paul Pernin sortant réélu | UDF (CDS) (RPR) | 25 251 | 53,90  | 9  |  |  |
|                    | Pierre Joxe               | PS              | 12 129 | 25,89  | 1  |  |  |
|                    | M. Breteau                | Les Verts       | 3 821  | 8,16   |    |  |  |
|                    | M. Delenda                | FN              | 3 458  | 7,38   |    |  |  |
|                    | M. Wlos                   | PCF             | 2 191  | 4,68   |    |  |  |
|                    |                           |                 |        |        |    |  |  |
| Inscrits           | Inscrits                  | Inscrits        | 78 512 | 100,00 | 10 |  |  |
| Abstentions        | Abstentions               | Abstentions     | 31 119 | 39,64  |    |  |  |
| Votants            | Votants                   | Votants         | 47 393 | 60,36  |    |  |  |
| Blancs et nuls     | Blancs et nuls            | Blancs et nuls  | 543    | 1,15   |    |  |  |
| Exprimés           | Exprimés                  | Exprimés        | 46 850 | 98,85  |    |  |  |
| Source : Le Monde, |                           |                 |        |        |    |  |  |

#### 14earrondissement
| Tête de liste      | Tête de liste                        | Liste          | Premier tour | Premier tour | Second tour | Second tour | Élus |
| Tête de liste      | Tête de liste                        | Liste          | Voix         | %            | Voix        | %           | CP   |
| ------------------ | ------------------------------------ | -------------- | ------------ | ------------ | ----------- | ----------- | ---- |
|                    | Christian de La Malène sortant réélu | RPR (UDF)      | 22 312       | 49,48        | 24 089      | 54,05       | 8    |
|                    | Pierre Castagnou                     | PS             | 11 668       | 25,88        | 12 874      | 28,89       | 1    |
|                    | Jean-Louis Vidal                     | Les Verts      | 4 778        | 10,60        | 7 602       | 17,06       | 1    |
|                    | M. Robert                            | FN             | 3 558        | 7,89         |             |             |      |
|                    | Rolande Perlican                     | PCF            | 2 588        | 5,74         |             |             |      |
|                    | M. Jérez                             | Divers         | 187          | 0,41         |             |             |      |
|                    |                                      |                |              |              |             |             |      |
| Inscrits           | Inscrits                             | Inscrits       | 79 208       | 100,00       | 79 208      | 100,00      | 10   |
| Abstentions        | Abstentions                          | Abstentions    | 33 601       | 42,42        | 34 075      | 43,02       |      |
| Votants            | Votants                              | Votants        | 45 607       | 57,58        | 45 133      | 56,98       |      |
| Blancs et nuls     | Blancs et nuls                       | Blancs et nuls | 516          | 1,13         | 568         | 1,26        |      |
| Exprimés           | Exprimés                             | Exprimés       | 45 091       | 98,87        | 44 565      | 98,74       |      |
| Source : Le Monde, |                                      |                |              |              |             |             |      |

#### 18earrondissement
| Tête de liste      | Tête de liste             | Liste          | Premier tour | Premier tour | Second tour | Second tour | Élus |
| Tête de liste      | Tête de liste             | Liste          | Voix         | %            | Voix        | %           | CP   |
| ------------------ | ------------------------- | -------------- | ------------ | ------------ | ----------- | ----------- | ---- |
|                    | Alain Juppé sortant réélu | RPR (UDF)      | 25 941       | 47,97        | 28 415      | 52,76       | 11   |
|                    | Daniel Vaillant           | PS             | 12 727       | 23,53        | 19 889      | 36,93       | 3    |
|                    | Louis Baillot             | PCF            | 3 749        | 6,93         | 19 889      | 36,93       | 3    |
|                    | M. Blignières             | FN             | 6 022        | 11,13        | 5 558       | 10,32       | -    |
|                    | M. Dumesnil               | Les Verts      | 4 798        | 8,87         |             |             |      |
|                    | M. Régis                  | Divers droite  | 613          | 1,13         |             |             |      |
|                    | M. Claesen                | Divers         | 232          | 0,43         |             |             |      |
|                    |                           |                |              |              |             |             |      |
| Inscrits           | Inscrits                  | Inscrits       | 103 484      | 100,00       | 103 484     | 100,00      | 14   |
| Abstentions        | Abstentions               | Abstentions    | 48 600       | 46,96        | 48 435      | 46,8        |      |
| Votants            | Votants                   | Votants        | 54 884       | 53,04        | 55 049      | 53,2        |      |
| Blancs et nuls     | Blancs et nuls            | Blancs et nuls | 802          | 1,46         | 1 187       | 2,16        |      |
| Exprimés           | Exprimés                  | Exprimés       | 54 082       | 98,54        | 53 862      | 97,84       |      |
| Source : Le Monde, |                           |                |              |              |             |             |      |

#### 19earrondissement
| Tête de liste      | Tête de liste               | Liste           | Premier tour | Premier tour | Second tour | Second tour | Élus |
| Tête de liste      | Tête de liste               | Liste           | Voix         | %            | Voix        | %           | CP   |
| ------------------ | --------------------------- | --------------- | ------------ | ------------ | ----------- | ----------- | ---- |
|                    | Jacques Féron sortant réélu | CNIP (RPR, UDF) | 19 034       | 42,83        | 22 416      | 49,15       | 9    |
|                    | Roger Madec                 | PS              | 10 300       | 23,18        | 19 058      | 41,79       | 3    |
|                    | Paul Laurent                | PCF             | 4 282        | 9,64         | 19 058      | 41,79       | 3    |
|                    | M. Gauchet                  | FN              | 4 519        | 10,17        | 4 132       | 9,06        | -    |
|                    | M. Bernard                  | Les Verts       | 3 618        | 8,14         |             |             |      |
|                    | M. Mattei                   | Divers droite   | 1 524        | 3,43         |             |             |      |
|                    | M. Escutia                  | Divers gauche   | 1 165        | 2,62         |             |             |      |
|                    |                             |                 |              |              |             |             |      |
| Inscrits           | Inscrits                    | Inscrits        | 82 176       | 100,00       | 82 178      | 100,00      | 12   |
| Abstentions        | Abstentions                 | Abstentions     | 37 048       | 45,08        | 35 632      | 43,36       |      |
| Votants            | Votants                     | Votants         | 45 128       | 54,92        | 46 546      | 56,64       |      |
| Blancs et nuls     | Blancs et nuls              | Blancs et nuls  | 686          | 1,52         | 940         | 2,02        |      |
| Exprimés           | Exprimés                    | Exprimés        | 44 442       | 98,48        | 45 606      | 97,98       |      |
| Source : Le Monde, |                             |                 |              |              |             |             |      |

#### 20earrondissement
| Tête de liste      | Tête de liste                | Liste                | Premier tour | Premier tour | Second tour | Second tour | Élus |
| Tête de liste      | Tête de liste                | Liste                | Voix         | %            | Voix        | %           | CP   |
| ------------------ | ---------------------------- | -------------------- | ------------ | ------------ | ----------- | ----------- | ---- |
|                    | Didier Bariani sortant réélu | UDF (Rad, RPR)       | 20 912       | 38,25        | 26 502      | 44,94       | 10   |
|                    | Michel Charzat               | PS (MRG)             | 15 522       | 28,39        | 25 966      | 44,04       | 3    |
|                    | Henri Malberg                | PCF                  | 3 959        | 7,24         | 25 966      | 44,04       | 3    |
|                    | Jean-Marie Le Pen            | FN                   | 8 522        | 15,59        | 6 498       | 11,02       | -    |
|                    | M. Bryche                    | Les Verts            | 3 845        | 7,03         |             |             |      |
|                    | M. Cherer                    | Divers               | 1 023        | 1,87         |             |             |      |
|                    | M. Assouline                 | Extrême gauche (LCR) | 890          | 1,63         |             |             |      |
|                    |                              |                      |              |              |             |             |      |
| Inscrits           | Inscrits                     | Inscrits             | 96 224       | 100,00       | 96 192      | 100,00      | 13   |
| Abstentions        | Abstentions                  | Abstentions          | 41 047       | 42,66        | 36 332      | 37,77       |      |
| Votants            | Votants                      | Votants              | 55 177       | 57,34        | 59 860      | 62,23       |      |
| Blancs et nuls     | Blancs et nuls               | Blancs et nuls       | 504          | 0,91         | 894         | 1,49        |      |
| Exprimés           | Exprimés                     | Exprimés             | 54 673       | 99,09        | 58 966      | 98,51       |      |
| Source : Le Monde, |                              |                      |              |              |             |             |      |